# Commendatrici
Le commendatrici (in spagnolo comendadoras) sono le religiose dei monasteri femminili legati ad alcuni antichi ordini militari e ospedalieri (dello Spirito Santo, di San Giacomo, di Calatrava). Sono un istituto religioso femminile di diritto pontificio con case autonome.

## Descrizione
I monasteri di commendatrici sopravvivono in Spagna: quelli di commendatrici dello Spirito Santo sono a El Puerto de Santa María, Siviglia, Puente la Reina e Sangüesa; quelli di commendatrici di San Giacomo a Granada, Toledo e Madrid; quelli di commendatrici di Calatrava a Burgos e Madrid.
I monasteri di commendatrici dello Spirito Santo costituiscono una federazione approvata dalla congregazione dei religiosi il 22 aprile 1958 e le loro costituzioni furono approvate nel 1974.
L'abito delle commendatrici di Santo Spirito consiste in una tunica bianca stretta in vita da una cintura nera di cuoio alla quale è sospesa la corona del rosario; scapolare nero con l'insegna dell'ordine (una croce doppia biforcata) in bianco ricamata all'altezza del petto; mantello blu con la stessa insegna ricamata sul lato sinistro; cuffia bianca e velo nero. Le professe di voti solenni ricevono un anello d'argento.
Le commendatrici di San Giacomo portano un abito nero di tipo agostiniano, con maniche larghe e stretto in vita da una cintura pendente sul lato sinistro, con la croce dell'ordine (rossa, a forma di spada) in panno cucita sul petto e, appuntata sul lato sinistro del petto, la "venere" (la conchiglia dei pellegrini compostellani) in argento, con l'immagine dell'Immacolata su un lato e la croce di san Giacomo sull'altro. Sul capo indossano una cuffia bianca coperta da un velo nero. L'abito è completato da un mantello bianco con strascico e la croce dell'ordine sulla spalla sinistra, con nappe di seta bianca sul petto.
L'abito delle commendatrici di Calatrava deriva da quello cistercense, con l'insegna dell'ordine (una croce greca rossa con le estremità dei bracci a forma di giglio).
Le religiose dell'ordine sono tenute alla clausura papale ed emettono i voti in forma solenne.
Alla fine del 2015 le commendatrici contavano 9 case e 99 religiose.
Prendono il nome di commendatrici anche le religiose dei monasteri spagnoli di giovannite e sepolcrine.

## Galleria d'immagini

L'insegna dell'ordine di San Giacomo: una croce rossa a forma di spada
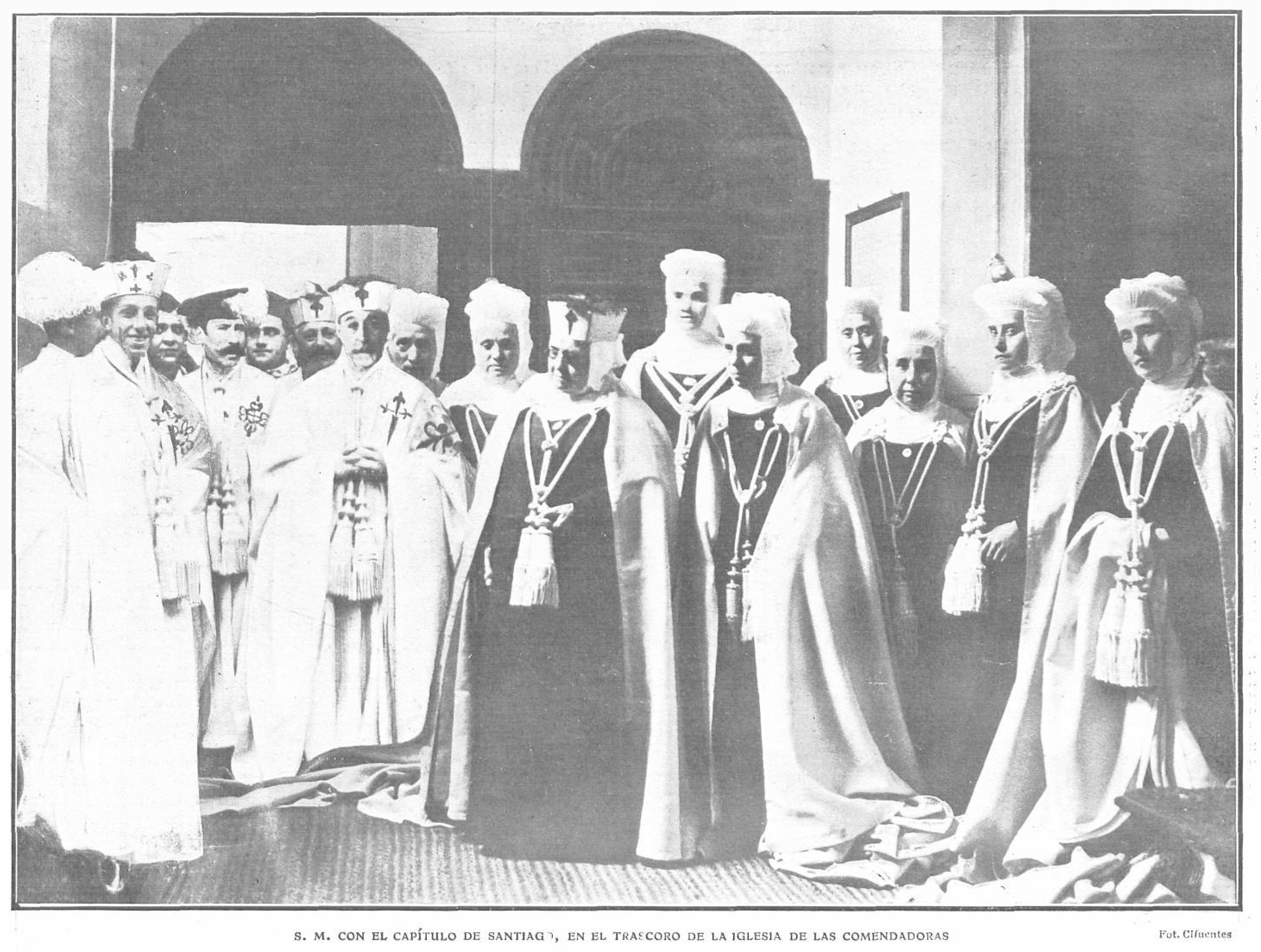
Alfonso XIII nel monastero delle commendatrici di San Giacomo a Madrid
L'insegna dell'ordine di Calatrava: una croce greca rossa con le estremità dei bracci a forma di giglio
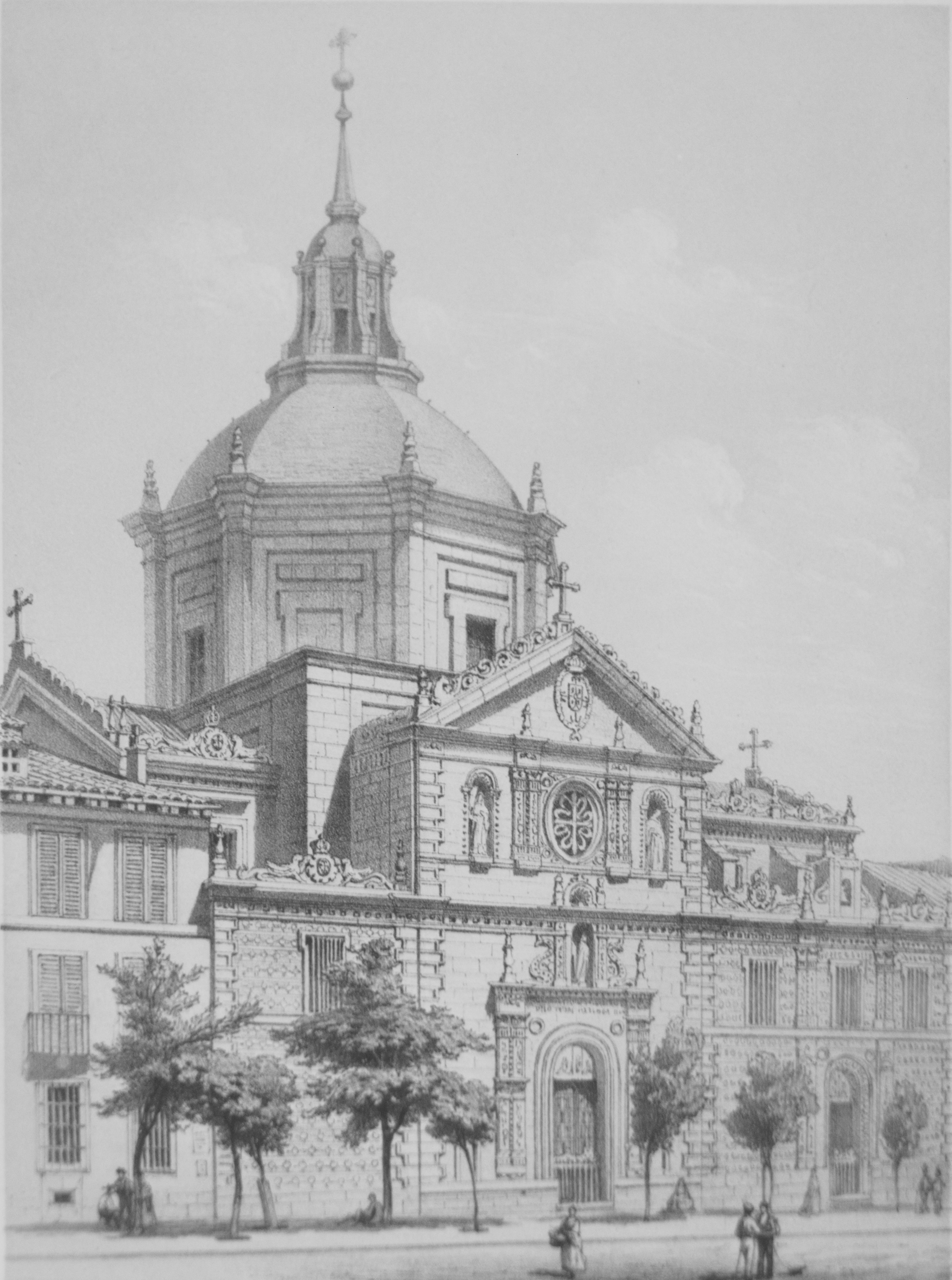
Il monastero delle commendatrici di Calatrava a Madrid
L'insegna dell'ordine di Santo Spirito: una croce doppia biforcata
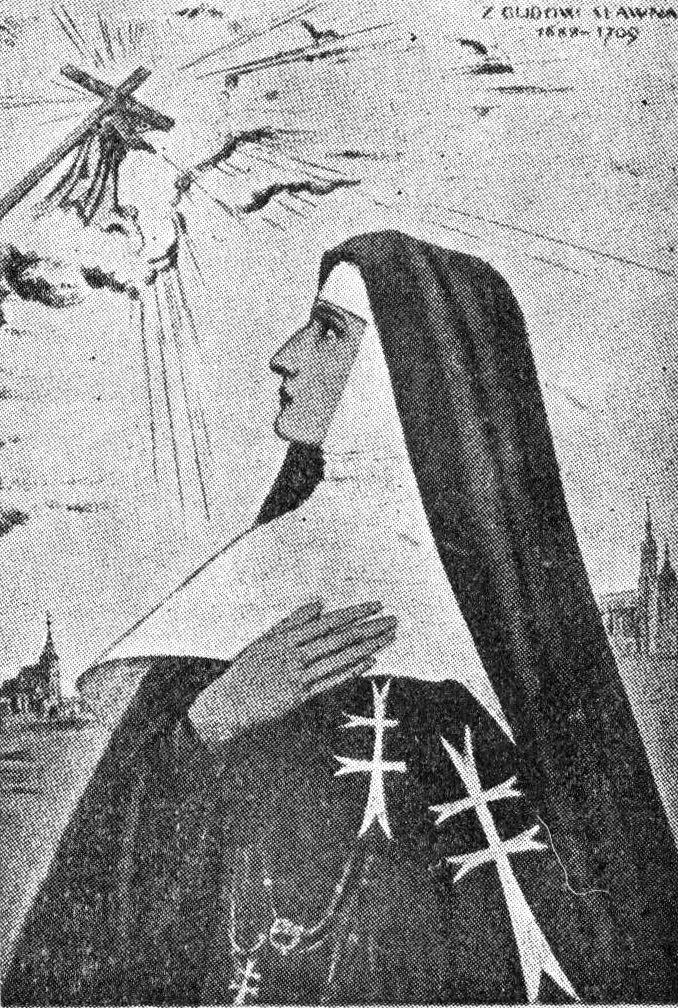
Commendatrice di Santo Spirito nel XVIII secolo